# Palác svatého Benedikta
Palác svatého Benedikta (portugalsky Palácio de São Bento) v Lisabonu je bývalý klášter, nyní sídlo portugalského parlamentu. Budova vznikala od 17. století a slouží jako sídlo parlamentu od roku 1834, kdy byl po liberálních válkách rozpuštěn zdejší klášter benediktinského řádu. Během portugalské konstituční monarchie sloužil palác až do roku 1910 jako sídlo kortesů (stavů, Cortes Gerais), tradičního parlamentu Portugalska.
Palác během dějin vystřídal několik názvů: Palác kortesů (Palácio das Cortes, 1834–1911), Palác Kongresu (Palácio do Congresso, 1911–1933) a Palác Národního shromáždění (Palácio da Assembleia Nacional, 1933–1974). Nyní se jmenuje podle sv. Benedikta na připomínku své dávné historie. V jeho areálu se nachází i Rezidence svatého Benedikta, oficiální sídlo premiéra Portugalska.

## Historie

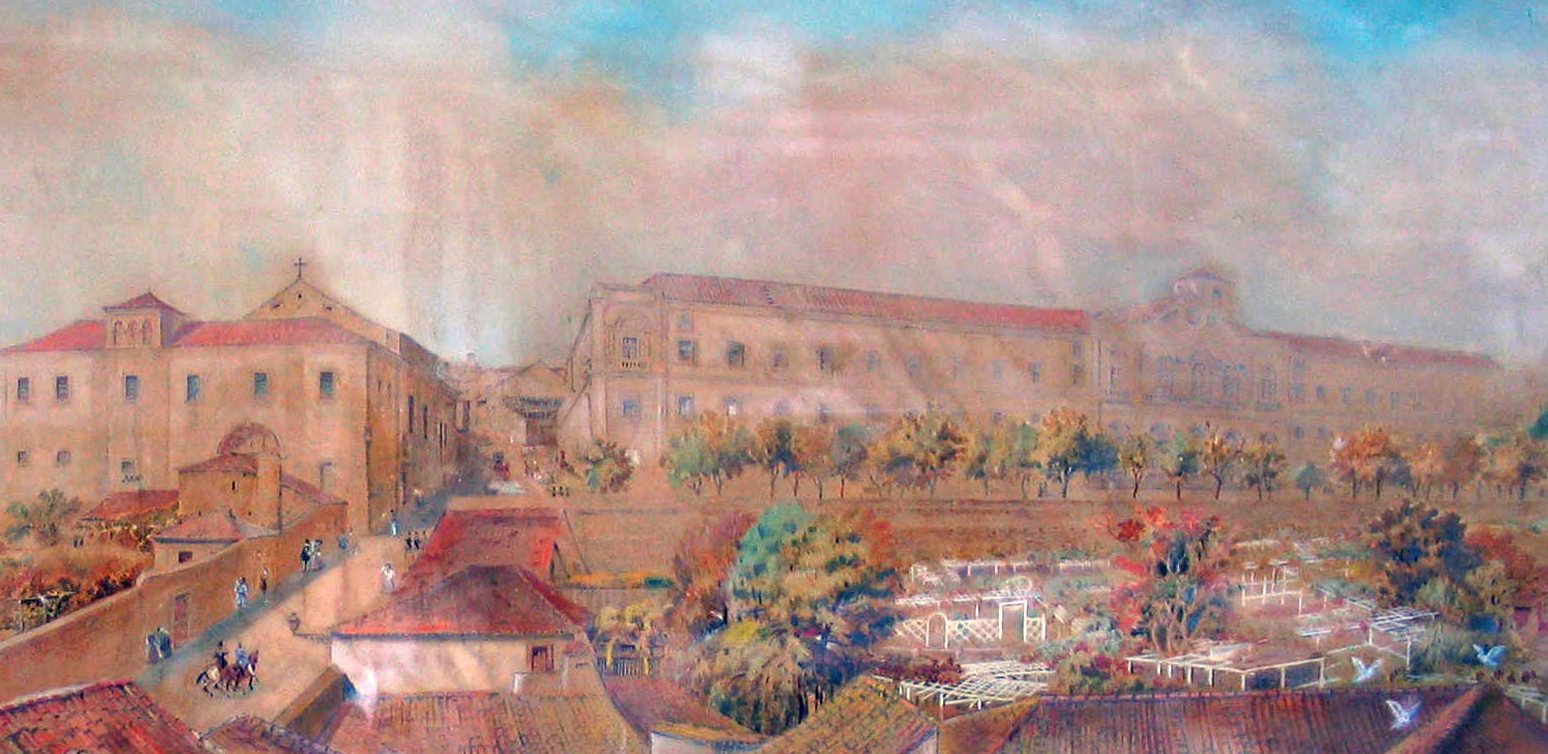
Budova kolem roku 1851, tehdy známá jako Palác kortesů

Palác vznikl v rámci prvního benediktinského kláštera v Lisabonu, založeného v roce 1598. V roce 1615 se mniši usadili v oblasti Casa da Saúde (Domu zdraví), kde byli ubytováni lidé nemocní morem. Nový klášter byl postaven v průběhu 17. století podle manýristického projektu jezuitského architekta Baltazara Álvarese, jehož později vystřídal João Turriano. Velká budova obdélníkového tvaru měla v cetru kostel lemovaný dvěma věžemi, čtyřmi ambity, kolejemi, kuchyní atd. Když byly stavební práce na nové budově téměř hotové, ničivé zemětřesení v Lisabonu v roce 1755 ji poškodilo.

### Parlament

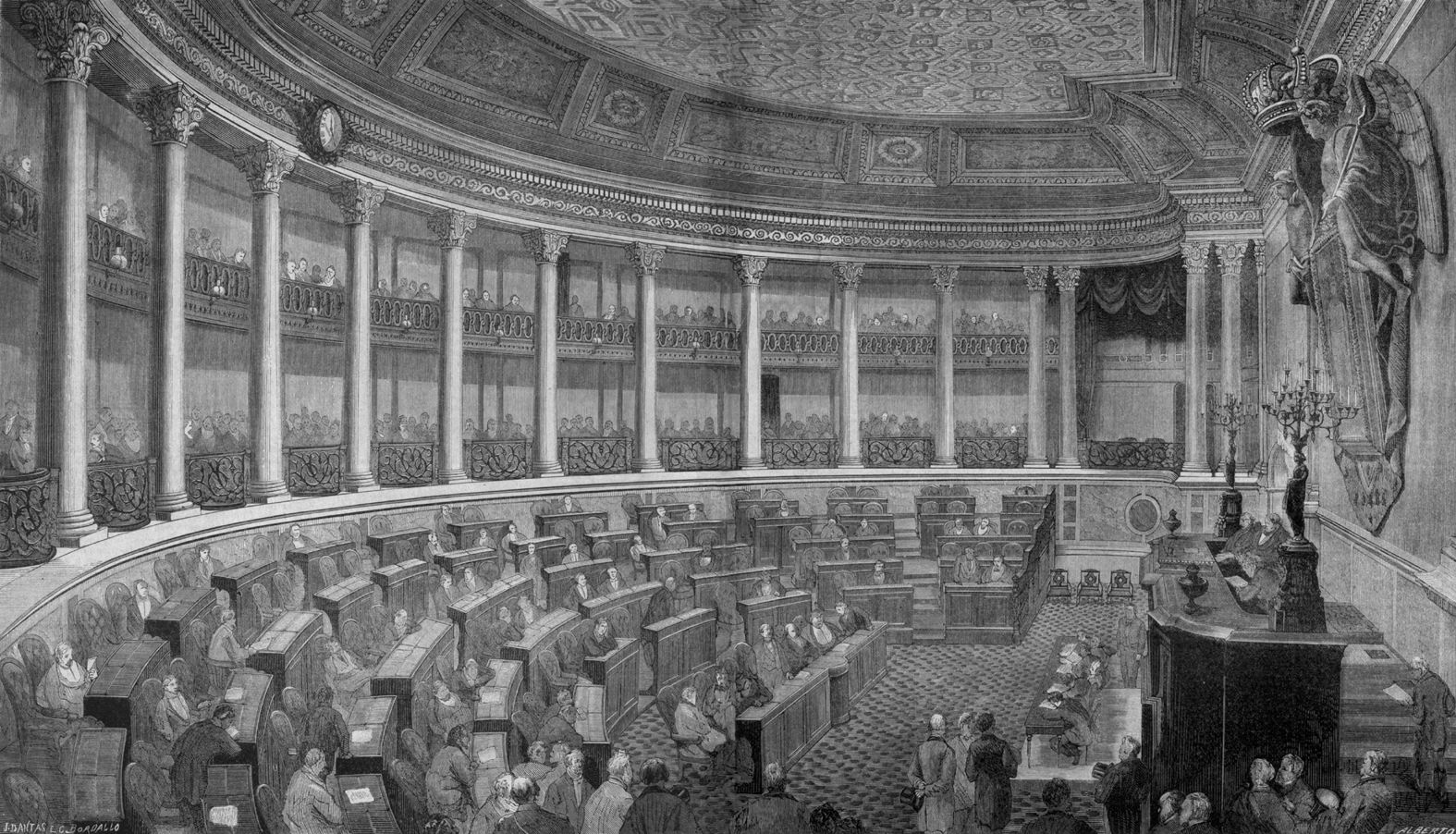
Horní komora kortesů zasedá v roce 1867

Po liberální revoluci (1820) a potlačení náboženských řádů v Portugalsku (1834) byli mniši vyhnáni z kláštera a v budově, od té doby nazývané Palác kortesů nebo Parlament (Parlamento), zasedly kortesy (tehdejším pravopisem Cortes Geraes, stavy Portugalského království). Od té doby byl starý klášter systematicky přizpůsobován novým funkcím. Prvním architektem byl Possidónio da Silva, který navrhl první zasedací místnosti.
Kapitula (místo setkávání mnichů) kláštera byla v roce 1867 zcela přestavěna francouzským architektem Jeanem Françoisem Colsonem na zasedací místnost. Do roku 1910 se zde scházela horní komora kortesů, poté Senát a později Korporativní komora, dokud ústava z roku 1976 nezavedla unikameralismus.
V roce 1895 požár zničil zasedací místnost dolní komory a bylo nutné opravit a rozšířit budovu parlamentu. Projekt přestavby, který trval až do čtyřicátých let 20. století, dostal na starost portugalský architekt Miguel Ventura Terra. Ten postavil novou zasedací místnost pro dolní komoru (otevřena v roce 1903) a změnil fasádu budovy, přidal neoklasický portikus se sloupy a trojúhelníkovým štítem. Přestavěl také atrium, monumentální vnitřní schodiště a mnoho dalších prostor. V pracích pokračoval ve 20. letech 20. století architekt Adolfo Marques da Silva.

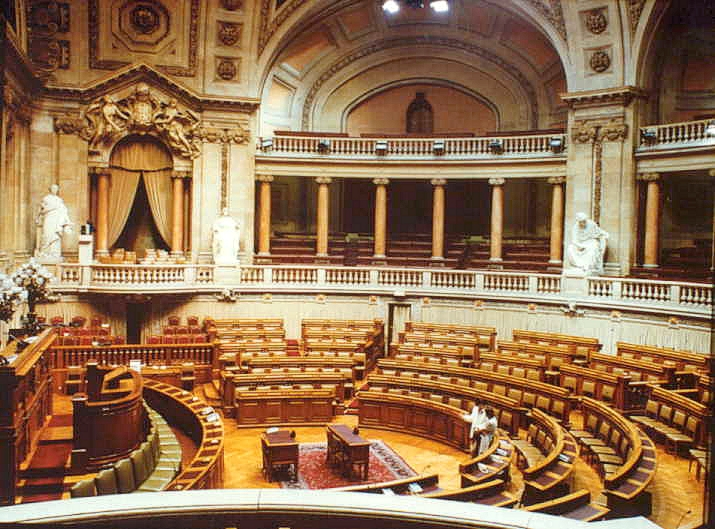
Zasedací sál parlamentu

Ve čtyřicátých letech 20. století, za Salazarova režimu Estado Novo, bylo dokončeno monumentální schodiště před portikem parlamentu. Navrhl ho Cristino da Silva, který byl také zodpovědný za projekt zahrad v zadní části paláce.
Během karafiátové revoluce v roce 1974, kdy se Portugalsko stalo demokracií, byla oblast před palácem nejoblíbenějším místem demonstrací v Lisabonu.
V letech 1994–1997 byla v blízkosti starého paláce postavena přístavba. Tato moderní stavba byla navržena Fernandem Távorou a umožnila rozšíření prostor portugalského sněmu, aniž by se změnil jeho historický vzhled.
Palác svatého Benedikta je od roku 2002 klasifikován jako národní památka.

## Rezidence premiéra

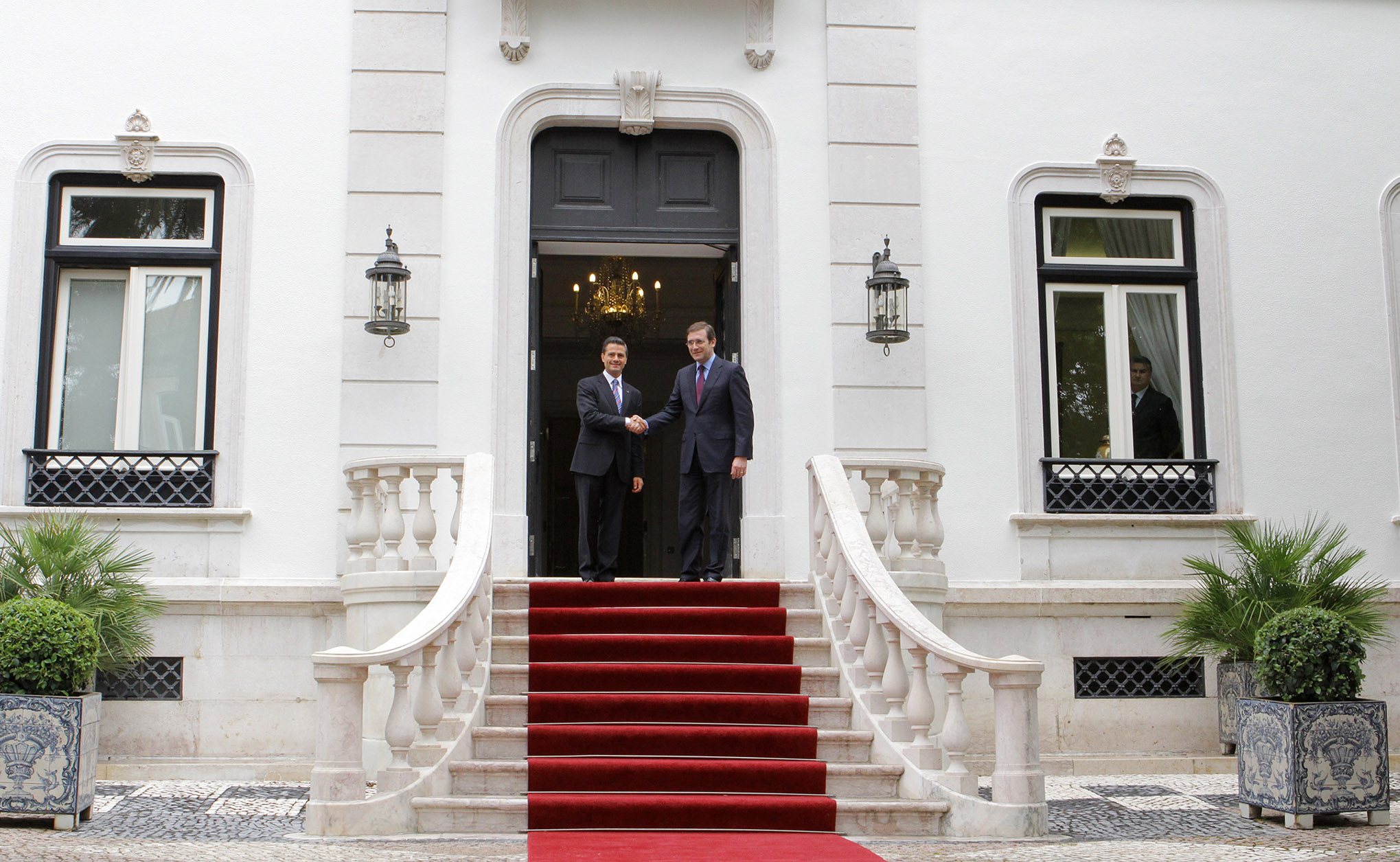
Vchod do sídla předsedy vlády

Hned za hlavní budovou se parku nachází Rezidence svatého Benedikta (Palacete de São Bento, doslova Malý palác svatého Benedikta), která slouží jako sídlo premiéra Portugalska. Zámeček z roku 1877 byl postaven v zahradě starého kláštera. Od roku 1938, kdy se tam nastěhoval Salazar, je oficiálním sídlem premiéra. Přístup k němu je z ulice Rua da Imprensa à Estrela.